# Australian National Heritage List
In der Australian National Heritage List (deutsch: Australische Denkmal- und Naturschutzliste) werden australische Kultur- und Naturdenkmale eingetragen, die nach einem Eintrag gesetzlichen Schutz genießen. In Australien gilt für den Kultur- und Naturschutz das Environment Protection and Biodiversity Conservation Act 1999, ein Gesetz, das insbesondere den Schutz der Umwelt, des Naturerbes und der Biodiversität hervorhebt. Das Ziel des Denkmal- und Naturschutzes ist es sich für eine dauerhafte Erhaltung und Sicherung einzusetzen, nichts zu verfälschen, beschädigen, beeinträchtigen oder zerstören, damit das Kulturgüter und Naturerbe dauerhaft gesichert werden. Höchste Priorität haben Eintragungen, die darüber hinaus in die Liste des UNESCO-Welterbes eingetragen sind.
In Australien wird das nationale Kulturerbe und Naturerbe in unterschiedlichen Listen, neben den Listen des Welterbes bei der UNESCO, geführt und eingetragen: National Heritage List, Commonwealth Heritage List der Bundesländer (New South Wales, Victoria, Queensland, South Australia, Western Australia, Tasmania, Northern Territory, Australian Capital Territory), List of Overseas Places of Historic Significance to Australia (z. B. das ANZAC-Denkmal in Gallipoli),  ehemalige Register of the National Estate und Australian National Shipwreck Database (Schiffswracks an den Küsten Australiens).
Nachfolgend sind die Objekte aufgeführt, die in der nationalen Australian National Heritage List eingetragen sind:
| Nr. | Bild | Ort/Objekt/Ensemble/Bauwerk/Nationalpark                                                                  | Staat                          | Eintragungsdatum   | Koordinaten                       | Bemerkungen                                                      |
| --- | ---- | --- | ------------------------------ | ------------------ | --------------------------------- | ---------------------------------------------------------------- |
| 1   |      | Adelaide Park Lands and City Layout (Ernennung)                                                           | South Australia                | 7. November 2008   | 34° 56′ 4,8″ S, 138° 37′ 0,1″ O   |                                                                  |
| 2   |      | Australian Academy of Science Building (Ernennung)                                                        | Australian Capital Territory   | 21. November 2005  | 35° 17′ 1,2″ S, 149° 7′ 21,4″ O   |                                                                  |
| 3   |      | Australian Alps National Parks and Reserves - Alpine National Park (Ernennung)                            | Victoria                       | 7. November 2008   | 36° 29′ 59″ S, 148° 3′ 50″ O      |                                                                  |
| 3   |      | Australian Alps National Parks and Reserves - Avon Wilderness (Ernennung)                                 | Victoria                       | 7. November 2008   | 37° 36′ 45″ S, 146° 50′ 34″ O     |                                                                  |
| 3   |      | Australian Alps National Parks and Reserves - Baw-Baw-Nationalpark (Ernennung)                            | Victoria                       | 7. November 2008   | 37° 45′ 50″ S, 146° 13′ 23″ O     |                                                                  |
| 3   |      | Australian Alps National Parks and Reserves - Bimberi Nature Reserve (Ernennung)                          | New South Wales                | 7. November 2008   | 35° 34′ 54″ S, 148° 45′ 4″ O      |                                                                  |
| 3   |      | Australian Alps National Parks and Reserves - Brindabella-Nationalpark (Ernennung)                        | New South Wales                | 7. November 2008   | 35° 13′ 54″ S, 148° 46′ 44″ O     |                                                                  |
| 3   |      | Australian Alps National Parks and Reserves - Kosciuszko National Park (Ernennung)                        | New South Wales                | 7. November 2008   | 36° 4′ 20″ S, 148° 20′ 55″ O      |                                                                  |
| 3   |      | Australian Alps National Parks and Reserves - Mount-Buffalo-Nationalpark (Ernennung)                      | Victoria                       | 7. November 2008   | 36° 44′ 18″ S, 146° 46′ 30″ O     |                                                                  |
| 3   |      | Australian Alps National Parks and Reserves - Namadgi National Park (Ernennung)                           | Australian Capital Territory   | 7. November 2008   | 35° 40′ 0″ S, 148° 57′ 0″ O       |                                                                  |
| 3   |      | Australian Alps National Parks and Reserves - Scabby Range Nature Reserve (Ernennung)                     | New South Wales                | 7. November 2008   | 35° 45′ 55″ S, 148° 52′ 4″ O      |                                                                  |
| 3   |      | Australian Alps National Parks and Reserves - Snowy-River-Nationalpark (Ernennung)                        | Victoria                       | 7. November 2008   | 37° 16′ 30″ S, 148° 33′ 12″ O     |                                                                  |
| 3   |      | Australian Alps National Parks and Reserves - Tidbinbilla-Naturreservat (Ernennung)                       | Australian Capital Territory   | 7. November 2008   | 35° 27′ 47″ S, 148° 54′ 38″ O     |                                                                  |
| 4   |      | Australian Convict Sites - Brickendon Estate (Ernennung)                                                  | Tasmanien                      | 23. Juni 2007      | 41° 37′ 1″ S, 147° 7′ 39″ O       | UNESCO-Welterbe 2010                                             |
| 4   |      | Australian Convict Sites - Cascades Female Factory and Yard 4 North (Ernennung)                           | Tasmanien                      | 1. August 2007     | 42° 53′ 37″ S, 147° 17′ 57″ O     | UNESCO-Welterbe 2010                                             |
| 4   |      | Australian Convict Sites - Coal Mines Historic Site (Ernennung)                                           | Tasmanien                      | 1. August 2007     | 42° 59′ 1″ S, 147° 42′ 59″ O      | UNESCO-Welterbe 2010                                             |
| 4   |      | Australian Convict Sites - Cockatoo Island (Ernennung)                                                    | New South Wales                | 1. August 2007     | 33° 50′ 48,6″ S, 151° 10′ 16,1″ O | UNESCO-Welterbe 2010                                             |
| 4   |      | Australian Convict Sites - Darlington Probation Station (Ernennung)                                       | Tasmanien                      | 1. August 2007     | 42° 34′ 54″ S, 148° 4′ 12″ O      | UNESCO-Welterbe 2010                                             |
| 4   |      | Australian Convict Sites - Fremantle Prison (Ernennung)                                                   | Western Australia              | 1. August 2005     | 32° 3′ 18″ S, 115° 45′ 13″ O      | UNESCO-Welterbe 2010                                             |
| 4   |      | Australian Convict Sites - Great North Road (Ernennung)                                                   | New South Wales                | 1. August 2007     | 33° 22′ 42″ S, 150° 59′ 40″ O     | UNESCO-Welterbe 2010                                             |
| 4   |      | Australian Convict Sites - Hyde Park Barracks (Ernennung)                                                 | New South Wales                | 1. August 2007     | 33° 52′ 10″ S, 151° 12′ 45″ O     | UNESCO-Welterbe 2010                                             |
| 4   |      | Australian Convict Sites - Kingston and Arthurs Vale Historic Area (Ernennung)                            | Norfolk Island                 | 1. August 2007     | 29° 3′ 12″ S, 167° 57′ 31″ O      | UNESCO-Welterbe 2010                                             |
| 4   |      | Australian Convict Sites - Old Government House and Government Domain (Ernennung)                         | New South Wales                | 1. August 2007     | 33° 48′ 35″ S, 150° 59′ 42″ O     | UNESCO-Welterbe 2010                                             |
| 4   |      | Australian Convict Sites - Port Arthur Historic site (Ernennung)                                          | Tasmanien                      | 3. Juni 2005       | 43° 8′ 52″ S, 147° 51′ 5″ O       | UNESCO-Welterbe 2010                                             |
| 4   |      | Australian Convict Sites - Woolmers Estate (Ernennung)                                                    | Tasmanien                      | 23. November 2007  | 41° 37′ 1″ S, 147° 7′ 48″ O       | UNESCO-Welterbe 2010                                             |
| 5   |      | Australian Fossil Mammal Sites (Naracoorte) (Ernennung)                                                   | South Australia                | 21. Mai 2007       | 36° 57′ 0″ S, 140° 45′ 0″ O       | UNESCO-Welterbe 1994                                             |
| 5   |      | Australian Fossil Mammal Sites (Riversleigh) (Ernennung)                                                  | Queensland                     | 21. Mai 2007       | 19° 4′ 58,8″ S, 138° 43′ 1,2″ O   | UNESCO-Welterbe 1994                                             |
| 6   |      | Australian War Memorial and the Memorial Parade (Ernennung)                                               | Australian Capital Territory   | 25. April 2006     | 35° 16′ 49,8″ S, 149° 8′ 56,6″ O  |                                                                  |
| 7   |      | Batavia Shipwreck Site and Survivor Camps Area 1629, Houtman Abrolhos (Ernennung)                         | Western Australia              | 6. April 2006      | 28° 29′ 25″ S, 113° 47′ 36″ O     |                                                                  |
| 8   |      | Bondi Beach (Ernennung)                                                                                   | New South Wales                | 25. Januar 2008    | 33° 53′ 27,6″ S, 151° 16′ 40,1″ O |                                                                  |
| 9   |      | Bonegilla Migrant Reception and Training Centre (Ernennung)                                               | Victoria                       | 7. Dezember 2007   | 36° 7′ 51,6″ S, 147° 0′ 49″ O     |                                                                  |
| 10  |      | Brewarrina Aboriginal Fish Traps (Baiames Ngunnhu) (Ernennung)                                            | New South Wales                | 3. Juni 2005       |                                   |                                                                  |
| 11  |      | Budj Bim National Heritage Landscape - Tyrendarra Area (Ernennung)                                        | Victoria                       | 20. Juli 2004      | 38° 12′ 0″ S, 141° 46′ 0″ O       |                                                                  |
| 11  |      | Budj Bim National Heritage Landscape - Mount Eccles/Lake Condah Area (Ernennung)                          | Victoria                       | 20. Juli 2004      | 38° 4′ 0″ S, 141° 55′ 0″ O        |                                                                  |
| 12  |      | Castlemaine Diggings National Heritage Park (Ernennung)                                                   | Victoria                       | 27. Januar 2005    |                                   |                                                                  |
| 13  |      | Cyprus Hellene Club – Australian Hall (Ernennung)                                                         | New South Wales                | 20. Mai 2008       |                                   | Veranstaltungsort des Day of Mourning in 1938                    |
| 14  |      | Dampier-Archipel (Ernennung)                                                                              | Western Australia              | 3. Juli 2007       | 20° 34′ 51,6″ S, 116° 48′ 28,8″ O |                                                                  |
| 15  |      | Dirk Hartog Landing Site 1616 - Cape Inscription Area (Ernennung)                                         | Western Australia              | 6. April 2006      |                                   |                                                                  |
| 16  |      | Dinosaur Stampede National Monument (Ernennung)                                                           | Queensland                     | 20. Juli 2004      | 23° 0′ 58″ S, 142° 24′ 41″ O      |                                                                  |
| 17  |      | Echuca Wharf (Ernennung)                                                                                  | Victoria                       | 26. April 2007     | 36° 7′ 11,6″ S, 144° 44′ 50,3″ O  |                                                                  |
| 18  |      | Ediacara Fossilienfundstätte - Nilpena (Ernennung)                                                        | South Australia                | 11. Januar 2007    | 30° 48′ 28″ S, 138° 8′ 15″ O      |                                                                  |
| 19  |      | Elizabeth Springs (Ernennung)                                                                             | Queensland                     | 4. August 2009     |                                   |                                                                  |
| 20  |      | Eureka Stockade Gardens (Ernennung)                                                                       | Victoria                       | 8. Dezember 2004   | 37° 33′ 3″ S, 143° 51′ 30″ O      |                                                                  |
| 21  |      | First Government House Site, Sydney (Ernennung)                                                           | New South Wales                | 19. August 2005    |                                   |                                                                  |
| 22  |      | Flemington Racecourse (Ernennung)                                                                         | Victoria                       | 7. November 2006   | 37° 47′ 25″ S, 144° 54′ 45″ O     |                                                                  |
| 23  |      | Glass House Mountains National Landscape (Ernennung)                                                      | Queensland                     | 3. August 2006     | 26° 50′ 51″ S, 152° 57′ 15″ O     |                                                                  |
| 24  |      | Glenrowan Heritage Precinct (Ernennung)                                                                   | Victoria                       | 5. Juli 2005       | 36° 28′ 0″ S, 146° 14′ 0″ O       | Ort der Belagerung und Gefangennahme von Ned Kelly               |
| 25  |      | Goldfields Water Supply Scheme (Ernennung)                                                                | Western Australia              | 23. Juni 2011      |                                   |                                                                  |
| 26  |      | Gondwana-Regenwälder Australiens - Barrington Tops Gebiet (Ernennung)                                     | New South Wales                | 21. Mai 2007       | 32° 3′ 10″ S, 151° 29′ 37″ O      | UNESCO-Welterbe 1986                                             |
| 26  |      | Gondwana-Regenwälder Australiens - Focal Group Group (Ernennung)                                          | NSW, Qld                       | 21. Mai 2007       | 28° 55′ 0″ S, 152° 45′ 0″ O       | UNESCO-Welterbe 1986                                             |
| 26  |      | Gondwana-Regenwälder Australiens - Hastings-Macleay Group (Ernennung)                                     | New South Wales                | 21. Mai 2007       | 31° 11′ 0″ S, 152° 29′ 0″ O       | UNESCO-Welterbe 1986                                             |
| 26  |      | Gondwana-Regenwälder Australiens - Iluka Nature Reserve (Ernennung)                                       | New South Wales                | 21. Mai 2007       | 29° 24′ 0″ S, 153° 22′ 0″ O       | UNESCO-Welterbe 1986                                             |
| 26  |      | Gondwana-Regenwälder Australiens - Main-Range-Nationalpark (Ernennung)                                    | NSW, Qld                       | 21. Mai 2007       | 27° 48′ 57″ S, 152° 15′ 56″ O     | UNESCO-Welterbe 1986                                             |
| 26  |      | Gondwana-Regenwälder Australiens - New-England-Nationalpark (Ernennung)                                   | New South Wales                | 21. Mai 2007       | 30° 35′ 0″ S, 152° 27′ 0″ O       | UNESCO-Welterbe 1986                                             |
| 26  |      | Gondwana-Regenwälder Australiens - Shield Volcano Group (Ernennung)                                       | NSW, Qld                       | 21. Mai 2007       | 28° 9′ 0″ S, 153° 7′ 0″ O         | UNESCO-Welterbe 1986                                             |
| 26  |      | Gondwana-Regenwälder Australiens - Washpool und Gibraltar Range (Ernennung)                               | New South Wales                | 21. Mai 2007       | 29° 20′ 49″ S, 152° 19′ 58″ O     | UNESCO-Welterbe 1986                                             |
| 27  |      | Grampians-Nationalpark (Gariwerd) (Ernennung)                                                             | Victoria                       | 15. Dezember 2006  | 37° 12′ 28″ S, 142° 23′ 59″ O     |                                                                  |
| 28  |      | Great Barrier Reef (Ernennung)                                                                            | Queensland                     | 21. Mai 2007       | 18° 17′ 10″ S, 147° 42′ 0″ O      | UNESCO-Welterbe 1981                                             |
| 29  |      | Greater Blue Mountains Area (Ernennung)                                                                   | New South Wales                | 21. Mai 2007       | 33° 43′ 5″ S, 150° 18′ 38″ O      | UNESCO-Welterbe 2000                                             |
| 30  |      | HMVS Cerberus (Ernennung)                                                                                 | Victoria                       | 14. Dezember 2005  | 37° 58′ 3″ S, 145° 0′ 28,4″ O     |                                                                  |
| 31  |      | Heard und McDonaldinseln (Ernennung)                                                                      | Australische Außengebiete      | 21. Mai 2007       | 53° 6′ 0″ S, 73° 31′ 0″ O         | UNESCO-Welterbe 1997                                             |
| 32  |      | Hermannsburg Historischer Bezirk (Ernennung)                                                              | Northern Territory             | 13. April 2006     | 23° 56′ 34,6″ S, 132° 46′ 40,5″ O |                                                                  |
| 33  |      | High Court of Australia (former) (Ernennung)                                                              | Victoria                       | 11. Juli 2007      |                                   |                                                                  |
| 34  |      | High Court - National Gallery precinct (Ernennung)                                                        | Australian Capital Territory   | 23. November 2007  | 35° 18′ 1″ S, 149° 8′ 12″ O       |                                                                  |
| 35  |      | HMAS Sydney II (Ernennung)                                                                                | Western Australia              | 14. März 2011      | 26° 14′ 39″ S, 111° 12′ 48″ O     | Schiffswrack in 2470 m Tiefe, 290 km von der Küste entfernt      |
| 36  |      | ICI House bzw. Orica House (Ernennung)                                                                    | Victoria                       | 21. September 2005 | 37° 48′ 32,4″ S, 144° 58′ 24,4″ O |                                                                  |
| 37  |      | K’gari (ehem. Fraser Island) (Ernennung)                                                                  | Queensland                     | 21. Mai 2007       | 25° 13′ 0″ S, 153° 8′ 0″ O        | UNESCO-Welterbe 1992                                             |
| 38  |      | Ku-ring-gai-Chase-Nationalpark, Lion Island, Long Island and Spectacle Island Nature Reserves (Ernennung) | New South Wales                | 15. Dezember 2006  | 33° 39′ 4″ S, 151° 12′ 4″ O       |                                                                  |
| 39  |      | Kakadu National Park (Ernennung)                                                                          | Northern Territory             | 21. Mai 2007       |                                   | UNESCO-Welterbe 1981                                             |
| 40  |      | Kormoran (Ernennung)                                                                                      | Western Australia              | 14. März 2011      |                                   | Schiffswrack in 2560 m Tiefe, 22 km von der HMAS Sydney entfernt |
| 41  |      | Kurnell Peninsula Headland (Ernennung)                                                                    | New South Wales                | 20. September 2004 | 34° 0′ 42″ S, 151° 12′ 24″ O      | Ort der Landung von James Cook von 1770                          |
| 42  |      | Lord Howe Island Group (Ernennung)                                                                        | New South Wales                | 21. Mai 2007       | 31° 33′ 0″ S, 159° 5′ 0″ O        | UNESCO-Welterbe 1982                                             |
| 43  |      | Macquarie Island (Ernennung)                                                                              | Tasmanien                      | 21. Mai 2007       | 54° 37′ 0,1″ S, 158° 51′ 0″ O     | UNESCO-Welterbe 1997                                             |
| 44  |      | Mawsons Huts and Mawsons Huts Historic site (Ernennung)                                                   | Australian Antarctic Territory | 27. Januar 2005    | 67° 0′ 30″ S, 142° 39′ 40″ O      |                                                                  |
| 45  |      | Melbourne Cricket Ground (Ernennung)                                                                      | Victoria                       | 26. Dezember 2005  | 37° 49′ 12″ S, 144° 59′ 0″ O      |                                                                  |
| 46  |      | Mount William Stone Hatchet Quarry (Ernennung)                                                            | Victoria                       | 25. Februar 2008   |                                   |                                                                  |
| 47  |      | Myall-Creek-Massaker Gedächtnisstätte (Ernennung)                                                         | New South Wales                | 7. Juni 2008       | 29° 45′ 20″ S, 150° 42′ 24″ O     |                                                                  |
| 48  |      | Newman College (Ernennung)                                                                                | Victoria                       | 21. September 2005 | 37° 47′ 42″ S, 144° 57′ 49″ O     |                                                                  |
| 49  |      | The Ningaloo Coast (Ernennung)                                                                            | Western Australia              | 6. Januar 2010     | 21° 56′ 3″ S, 113° 56′ 1″ O       |                                                                  |
| 50  |      | North Head (Ernennung)                                                                                    | New South Wales                | 12. Mai 2006       | 33° 48′ 49,7″ S, 151° 17′ 50,6″ O |                                                                  |
| 51  |      | Old Parliament House und Baulücke (Ernennung)                                                             | Australian Capital Territory   | 20. Juni 2006      | 35° 18′ 7,5″ S, 149° 7′ 47,7″ O   |                                                                  |
| 52  |      | Point Cook Luftwaffenstützpunkt (Ernennung)                                                               | Victoria                       | 29. August 2007    | 37° 55′ 54″ S, 144° 45′ 12″ O     |                                                                  |
| 53  |      | Point Nepean Defence Sites and Quarantine Station Area (Ernennung)                                        | Victoria                       | 16. Juni 2006      | 38° 18′ 7″ S, 144° 39′ 7″ O       |                                                                  |
| 54  |      | Porongurup-Nationalpark (Ernennung)                                                                       | Western Australia              | 4. August 2009     | 34° 40′ 46″ S, 117° 52′ 23″ O     |                                                                  |
| 55  |      | Purnululu-Nationalpark (Ernennung)                                                                        | Western Australia              | 21. Mai 2007       | 17° 27′ 47″ S, 128° 33′ 51″ O     | UNESCO-Welterbe 2003                                             |
| 56  |      | QANTAS hangar, Longreach (Ernennung)                                                                      | Queensland                     | 2. Mai 2009        | 23° 26′ 11,3″ S, 144° 16′ 28,3″ O |                                                                  |
| 57  |      | Recherche Bay (North East Peninsula) Area (Ernennung)                                                     | Tasmanien                      | 7. Oktober 2005    | 43° 32′ 52″ S, 146° 54′ 10″ O     |                                                                  |
| 58  |      | Richmond Bridge (Ernennung)                                                                               | Tasmanien                      | 25. November 2005  | 42° 44′ 1″ S, 147° 26′ 22″ O      |                                                                  |
| 59  |      | Rippon Lea House and Gardens (Ernennung)                                                                  | Victoria                       | 11. August 2006    | 37° 52′ 45,1″ S, 144° 59′ 58,2″ O |                                                                  |
| 60  |      | Royal Exhibition Building and Carlton Gardens (Ernennung)                                                 | Victoria                       | 20. Juli 2004      | 37° 48′ 17″ S, 144° 58′ 16,4″ O   | UNESCO-Welterbe 2004                                             |
| 61  |      | Royal National Park and Garawarra State Conservation Area (Ernennung)                                     | New South Wales                | 15. September 2006 | 34° 7′ 38″ S, 151° 3′ 48″ O       |                                                                  |
| 62  |      | Shark Bay (Ernennung)                                                                                     | Western Australia              | 21. Mai 2007       | 25° 30′ 0″ S, 113° 30′ 0″ O       | UNESCO-Welterbe Site 1991                                        |
| 63  |      | Sidney Myer Music Bowl (Ernennung)                                                                        | Victoria                       | 21. September 2005 | 37° 49′ 23,8″ S, 144° 58′ 28″ O   |                                                                  |
| 64  |      | Parliament House (Adelaide) (Ernennung)                                                                   | South Australia                | 26. Januar 2006    | 34° 55′ 16″ S, 138° 35′ 55″ O     |                                                                  |
| 65  |      | Stirling Range National Park (Ernennung)                                                                  | Western Australia              | 15. Dezember 2006  | 34° 21′ 50″ S, 117° 59′ 20″ O     |                                                                  |
| 66  |      | Sydney Harbour Bridge (Ernennung)                                                                         | New South Wales                | 19. März 2007      | 33° 51′ 8″ S, 151° 12′ 38″ O      |                                                                  |
| 67  |      | Sydney Opera House (Ernennung)                                                                            | New South Wales                | 12. Juli 2005      | 33° 51′ 25″ S, 151° 12′ 55″ O     | UNESCO-Welterbe 2007                                             |
| 68  |      | Tasmanische Wildnis (Ernennung)                                                                           | Tasmanien                      | 21. Mai 2007       |                                   | UNESCO-Welterbe 1982                                             |
| 69  |      | Tree of Knowledge, Barcaldine (Ernennung)                                                                 | Queensland                     | 26. Januar 2006    |                                   | Mit Pflanzenschutzmitteln 2006 vergiftet und 2007 gefällt        |
| 70  |      | Uluru-Kata Tjuta National Park (Ernennung)                                                                | Northern Territory             | 21. Mai 2007       | 25° 20′ 42″ S, 131° 2′ 10″ O      | UNESCO-Welterbe 1987                                             |
| 71  |      | Warrumbungle National Park (Ernennung)                                                                    | New South Wales                | 15. Dezember 2006  | 31° 13′ 54″ S, 149° 1′ 4″ O       |                                                                  |
| 72  |      | Wave Hill Walk Off Route (Ernennung)                                                                      | Northern Territory             | 9. August 2007     |                                   |                                                                  |
| 73  |      | Wet Tropics of Queensland (Ernennung)                                                                     | Queensland                     | 21. Mai 2007       | 17° 30′ 0″ S, 145° 45′ 0″ O       | UNESCO-Welterbe 1988                                             |
| 74  |      | Willandra Lakes Region (Ernennung)                                                                        | New South Wales                | 21. Mai 2007       | 33° 39′ 55″ S, 143° 0′ 4″ O       | UNESCO-Welterbe 1981 (einschl. Lake Mungo)                       |
| 75  |      | Witjira-Dalhousie Springs (Ernennung)                                                                     | South Australia                | 4. August 2009     | 26° 27′ 39″ S, 135° 31′ 23″ O     |                                                                  |
| 76  |      | Yea Flora Fossil Site (Ernennung)                                                                         | Victoria                       | 11. Januar 2007    |                                   |                                                                  |